# Limite d'endurance
La limite d'endurance, notée σD ou SaD, est une notion utilisée en fatigue des matériaux.

## Contexte
Lorsqu'une pièce subit une sollicitation mécanique statique — c'est-à-dire que cette sollicitation est appliquée une fois et reste stable —, alors sa condition de résistance est exprimée par une valeur limite de la contrainte en tout point de la pièce, appelée résistance à la traction Rm (exprimée en mégapascals, MPa) ; pour les matériaux ductiles, on impose de plus qu'ils ne doivent pas se déformer de manière définitive, la contrainte limite est la limite d'élasticité Re (en MPa également).
Si par contre une pièce subit des contraintes répétées, cycliques, alors elle peut présenter une rupture même si la contrainte n'a jamais dépassé la valeur Rm. En effet, à chaque cycle, la pièce subit un micro-dommage, et c'est le cumul de ces dommages qui provoque la rupture au bout de dix mille, cent mille, un million de cycles. On parle de rupture en fatigue.
Toutefois, pour des contraintes très faibles, la durée de vie de la pièce, exprimée en nombre de cycles N, est très grand. On considère que la pièce a une durée de vie « infinie », ou plutôt qu'elle connaîtra une défaillance un jour, mais que cela ne sera pas par fatigue, mais par un autre phénomène : usure, surcharge accidentelle, corrosion, …
La limite d'endurance est la valeur de la contrainte en dessous de laquelle on considère que la pièce ne cassera pas en fatigue.

## Courbe de Wöhler et limite conventionnelle

Divers types de sollicitations sinusoïdales.

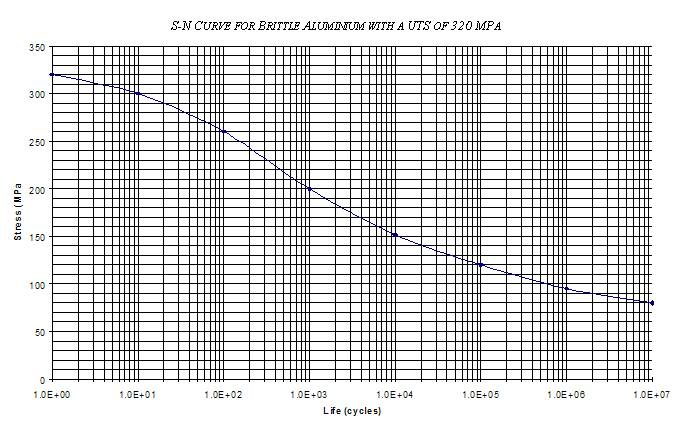
Courbe de Wöhler pour un alliage d'aluminium.

Dans les cas simples, la contrainte variable est modélisée par une loi sinusoïdale :
σ(t ) = σm + σa⋅sin(ƒt )
où
- σm est la contrainte moyenne ;
- σa est l'amplitude de contrainte ;
- ƒ est la fréquence de la sollicitation ; on se place en général dans des cas où cette fréquence n'a pas d'influence.

À partir de là, on définit le rapport de contrainte R :
{\displaystyle \mathrm {R} ={\frac {\sigma _{\min }}{\sigma _{\max }}}={\frac {\sigma _{\mathrm {m} }-\sigma _{\mathrm {a} }}{\sigma _{\mathrm {m} }+\sigma _{\mathrm {a} }}}}
La courbe de Wöhler est un graphique fréquemment utilisé en fatigue. Elle consiste à représenter la durée de vie N d'une pièce en fonction de l'amplitude de contrainte σa, pour une valeur de R donnée. Cette courbe est représentée dans un diagramme (log(N), σa).
On voit que cette courbe s'aplatit pour les grandes valeurs de N, typiquement plus d'un million de cycles (1 000 000 ou 106).
Certains matériaux, en particulier les aciers, semblent présenter une asymptote horizontale. La limite d'endurance σD est donc la valeur de cette asymptote. D'autres matériaux, en particulier les alliages d'aluminium, ne semblent pas présenter une telle limite ; l'asymptote semble être 0, il suffit d'attendre « suffisamment longtemps » pour que surviennent la rupture par fatigue. Toutefois, même dans ce cas-là, on définit une limite d'endurance comme étant la contrainte pour laquelle on garantit une durée de vie donnée, en général dix millions de cycles (107).
Si une pièce subit une sollicitation par seconde, alors dix millions de cycle représentent presque quatre mois ; ceci suppose une utilisation en continu de la machine, si l'on ne prend en compte que les heures d'utilisation effective, on est sans doute plus proche de l'année. Dimensionner à 107 cycles impose alors de prévoir un remplacement lors d'une maintenance régulière ; sinon, il faut envisager de dimensionner à 108 cycles, c'est-à-dire d'effectuer des essais dix fois plus longs pour qualifier la matière ou la pièce.
Si une pièce subit une sollicitation par minute, alors dix millions de cycle représentent 19 ans ; ce chiffre est à comparer avec la durée de vie de la machine. Si elle subit une sollicitation par heure, alors on dépasse 1 000 ans. Dans le cas du train d'atterrissage d'un avion petit courrier subissant 5 cycles décollage/atterrissage par jour, 107 cycles correspondent à plus de 5 000 ans d'utilisation…
Dans le cas des polymères, on choisit en général une limite d'endurance à un million de cycles (106) : en effet, les essais de fatigue doivent se faire à une fréquence plus faible pour éviter l'échauffement, et donc durent plus longtemps.
Notons par ailleurs que les sollicitations à hautes fréquences — supérieures à 1 Hz — sont en général des vibrations, donc avec de très faibles déformations, de très faibles contraintes. La fatigue vibratoire n'est un problème que pour de petites pièces, comme des pattes de fixation ou des composants électroniques. On est dans le domaine de la fatigue gigacyclique — « giga- » est un préfixe signifiant un milliard, 109.
La limite d'endurance
- est une limite conventionnelle, définie pour une durée de vie N donnée, en général 106 pour les polymères et 107 pour les métaux ;
- est définie pour un rapport de contrainte R donné.

## Détermination de la limite d'endurance
Plus l'amplitude de contrainte σa est faible, plus la durée de vie des pièces est longue ; cela est caractérisé par l'asymptote horizontale de la courbe de Wöhler. La détermination expérimentale de la limite d'endurance est donc très longue. Nous avons vu que l'on choisissait une valeur de censure de 106 ou 107 cycles.
La méthode la plus utilisée pour déterminer σD est la méthode de l'escalier (staircase) :
- on fait un premier essai à une amplitude de contrainte σ0 proche de la valeur supposée de σD ;
- si l'éprouvette rompt avant 107 cycles, on fait l'essai suivant en diminuant σa d'un pas p ;
- si l'éprouvette est non rompue au bout de 107 cycles, on fait l'essai suivant en augmentant σa d'un pas p.

On a ainsi un certain nombre d'essais autour de σD, qui permettent de déterminer cette valeur. C'est ce qu'on appelle la méthode de Dixon & Mood , exposée ci-dessous. 
Supposons par exemple un acier de type S235 dont la limite d'endurance pour R = 0 se situe autour de 150 MPa. On choisit comme valeur de départ σinit = 150 MPa, et comme pas p = 20 MPa. On effectue des essais à R = 0 avec une censure à 107 cycles. On place les résultats dans un tableau ; un essai sans rupture est noté « o », un essai pour lequel la rupture survient avant 107 cycles est noté « x ».
| σa (MPa) | Numéro de l'essai | Numéro de l'essai | Numéro de l'essai | Numéro de l'essai | Numéro de l'essai | Numéro de l'essai | Numéro de l'essai | Numéro de l'essai | Numéro de l'essai |
| σa (MPa) | 1                 | 2                 | 3                 | 4                 | 5                 | 6                 | 7                 | 8                 | 9                 |
| -------- | ----------------- | ----------------- | ----------------- | ----------------- | ----------------- | ----------------- | ----------------- | ----------------- | ----------------- |
| 190      |                   |                   |                   |                   |                   |                   |                   | x                 |                   |
| 170      | x                 |                   |                   |                   |                   |                   | o                 |                   | x                 |
| 150      |                   | x                 |                   | x                 |                   | o                 |                   |                   |                   |
| 130      |                   |                   | o                 |                   | o                 |                   |                   |                   |                   |

On s'intéresse au cas le plus fréquent rencontré : rupture ou non rupture ; donc, ici, rupture (5 x pour 4 o). On associe un indice i pour chaque niveau de contrainte :
- i = 0 pour le niveau le plus bas rencontré, ici σ0 =130 MPa ;
- i = 1 pour le niveau suivant, ici σ1 = 150 MPa ;
- i = 2 pour le niveau suivant, ici σ2 = 170 MPa ;

On recense les événements auxquels on s'intéresse (ici, rupture) pour chaque niveau :
- n0 = 0 ;
- n1 = 2 ;
- n2 = 2 ;
- n3 = 1.

Le nombre total d'événements est
N = ∑ni = 5.
On détermine ensuite les paramètres
ai = i × ni : A = ∑ai ;
bi = i2 × ni : B = ∑bi.
| i | σi (MPa) | ni    | ai (i × ni) | bi (i2 × ni) |
| - | -------- | ----- | ----------- | ------------ |
| 0 | 130      | 0     | 0           | 0            |
| 1 | 150      | 2     | 2           | 2            |
| 2 | 170      | 2     | 4           | 8            |
| 3 | 190      | 1     | 3           | 9            |
| ∑ |          | N = 5 | A = 9       | B = 19       |

La limite d'endurance est la moyenne de la contrainte, estimée par
{\displaystyle {\bar {\sigma }}_{\mathrm {D} }=\sigma _{0}+p\times \left({\frac {\mathrm {A} }{\mathrm {N} }}\pm {\frac {1}{2}}\right)}
avec un signe « + » si l'on considère les éprouvettes non rompues, et un signe « - » si l'on considère les éprouvettes rompues (notre cas ici), soit
{\displaystyle {\bar {\sigma }}_{\mathrm {D} }=130+20\times \left({\frac {9}{5}}-{\frac {1}{2}}\right)=156\ \mathrm {MPa} }.
L'écart type sur cette valeur est estimée par :
{\displaystyle \mathrm {S} =1{,}62\times p\times \left({\frac {\mathrm {N} \mathrm {B} -\mathrm {A} ^{2}}{\mathrm {N} ^{2}}}+0{,}029\right)}
qui n'est valable que si le facteur {\displaystyle {\frac {\mathrm {N} \mathrm {B} -\mathrm {A} ^{2}}{\mathrm {N} ^{2}}}} est supérieur à 0,3. Cela ne peut être vérifié que si l'on a au moins trois niveaux, donc plus de 7 essais. Nous avons ici :
{\displaystyle {\frac {\mathrm {N} \mathrm {B} -\mathrm {A} ^{2}}{\mathrm {N} ^{2}}}={\frac {5\times 19-9^{2}}{5^{2}}}=0{,}56>0{,}3}
{\displaystyle \mathrm {S} =1{,}62\times 20\times (0{,}56+0{,}029)=19{,}08\ \mathrm {MPa} }.
Donc, pour un niveau de confiance de 10 % unilatéral, on a
{\displaystyle \sigma _{\mathrm {D} }\geqslant {\bar {\sigma }}_{\mathrm {D} }-t_{\gamma }^{\mathrm {N} -1}{\frac {\mathrm {S} }{\sqrt {\mathrm {N} }}}=156-1{,}533\times {\frac {19{,}08}{\sqrt {5}}}}
donc
{\displaystyle \sigma _{\mathrm {D} }\geqslant 142{,}9\ \mathrm {MPa} }

## Cas des aciers
L'expérience accumulée sur les aciers montre que la limite d'endurance à 107 cycles en traction-compression purement alternée, σD(R = -1), dépend essentiellement de la résistance à la traction Rm :
- pour Rm < 800 MPa : σD = Rm⋅(0,50–1,3 × 10−4⋅Rm) ;
- pour 800 ≤ Rm ≤ 1 300 MPa : σD = Rm⋅(0,51–1,1 × 10−4⋅Rm) ;
- pour Rm > 1 300 MPa : σD = Rm⋅(0,50–1,3 × 10−4⋅Rm).

Les trois domaines correspondent
- Rm < 800 MPa : aux aciers recuits ;
- 800 ≤ Rm ≤ 1 300 MPa : aux aciers trempés et revenus à haute température ;
- Rm > 1 300 MPa : aux aciers trempés et revenus à basse température.

On se contente souvent de la partie linéaire de la loi :
σD(R = -1) ≃ 0,5⋅Rm